# Aeroportul Wuyishan
Aeroportul Wuyishan (IATA: WUS, ICAO: ZSWY) este un aeroport din Fujian, Republica Populară Chineză ce deservește zona Wuyishan⁠(d). Aeroportul a fost tranzitat în 2022 de 71.660 de pasageri.
Situat la o altitudine de 196 m, aeroportul dispune de o singură pistă.